# Long Day's Journey into Night (filme)
Long Day's Journey Into Night (Brasil: Longa Jornada Noite Adentro / Portugal: Longa Viagem para a Noite) é um filme estadunidense de 1962, do gênero drama, dirigido por Sidney Lumet, uma adaptação da peça homônima de Eugene O'Neill.

## Sinopse
Baseado na vida do autor teatral Eugene O'Neill, a história escrita por ele se passa em um dia de 1912. Os membros da família Tyrone enfrentam vários conflitos e discussões graves entre si, desesperados e abatidos pelos problemas que os acometem. O pai é um ator deprimido com a carreira em declínio e preocupado com a pobreza na velhice; a mãe, viciada em morfina; o irmão mais velho, é um ator alcoólatra; e Edmund, um ex-marinheiro com aspirações a escritor, sofre de tuberculose.

## Elenco
- Katharine Hepburn ... Mary Tyrone
- Ralph Richardson ... James Tyrone
- Jason Robards ... Jamie Tyrone (nos letreiros, Jason Robards Jr.)
- Dean Stockwell ... Edmund Tyrone

## Principais prêmios e indicações
| Ano  | Prêmio                           | Categoria                                 | Resultado | Ref.  |
| ---- | -------------------------------- | ----------------------------------------- | --------- | ----- |
| 1962 | Cannes Film Festival             | Melhor Ator                               | Venceu    | [ 2 ] |
| 1962 | Cannes Film Festival             | Melhor Atriz                              | Venceu    | [ 2 ] |
| 1962 | National Board of Review         | Melhor Ator                               | Venceu    | [ 2 ] |
| 1962 | National Board of Review         | Top 10 Filmes                             | Venceu    | [ 2 ] |
| 1963 | Academy Awards                   | Melhor Atriz Protagonista                 | Indicado  | [ 2 ] |
| 1963 | Directors Guild of America Award | Excelente desempenho de direção em filmes | Indicado  | [ 2 ] |
| 1963 | Golden Globes                    | Melhor Atriz - Drama                      | Indicado  | [ 2 ] |